# Поточник, Герман
Герман Поточник (словен. Herman(n) Potočnik, псевдоним Герман Нордунг, нем. Hermann Noordung; 22 декабря 1892 года, Пула, Австро-Венгрия — 27 августа 1929 года, Вена, Австрия) — австро-венгерский ракетный инженер и один из пионеров космонавтики, по национальности словенец.

## Биография
После смерти отца (1894) рос в Марбурге-на-Драве (герцогство Штирия). Позже учился (вероятно, при поддержке дяди, генерал-майора императорской и королевской армии) в армейских школах в Моравии, в 1910—1913 — в Военно-технической академии в Мёдлинге, которую окончил по специальности «строительство мостов и железных дорог» со степенью инженера в звании младшего лейтенанта.
В Первую мировую войну служил в Галиции, Сербии и Боснии; в 1915 произведён в старшие лейтенанты. В 1919 г. в звании капитана вышел в отставку по состоянию здоровья (туберкулёз). Изучал электротехнику и машиностроение в Венском техническом университете. С 1925 г. посвятил себя проблемам ракетостроения и космической техники.
В конце 1928 г. под псевдонимом Герман Нордунг опубликовал единственную книгу «Проблема преодоления космического пространства: Ракетный двигатель» (нем. Das Problem der Befahrung des Weltraums. Der Raketen-Motor), которую берлинский издатель Рихард Карл Шмидт выпустил с официальным годом издания 1929.
Вследствие хронической болезни (туберкулёз) остался холостым; жил у своего брата Адольфа в Вене. Умер в бедности в 1929 г., в возрасте 36 лет, от воспаления лёгких. В некрологах, опубликованных в газетах Марибора, отмечались его военные и академические заслуги, но не работы о космическом полёте.

## Научная деятельность

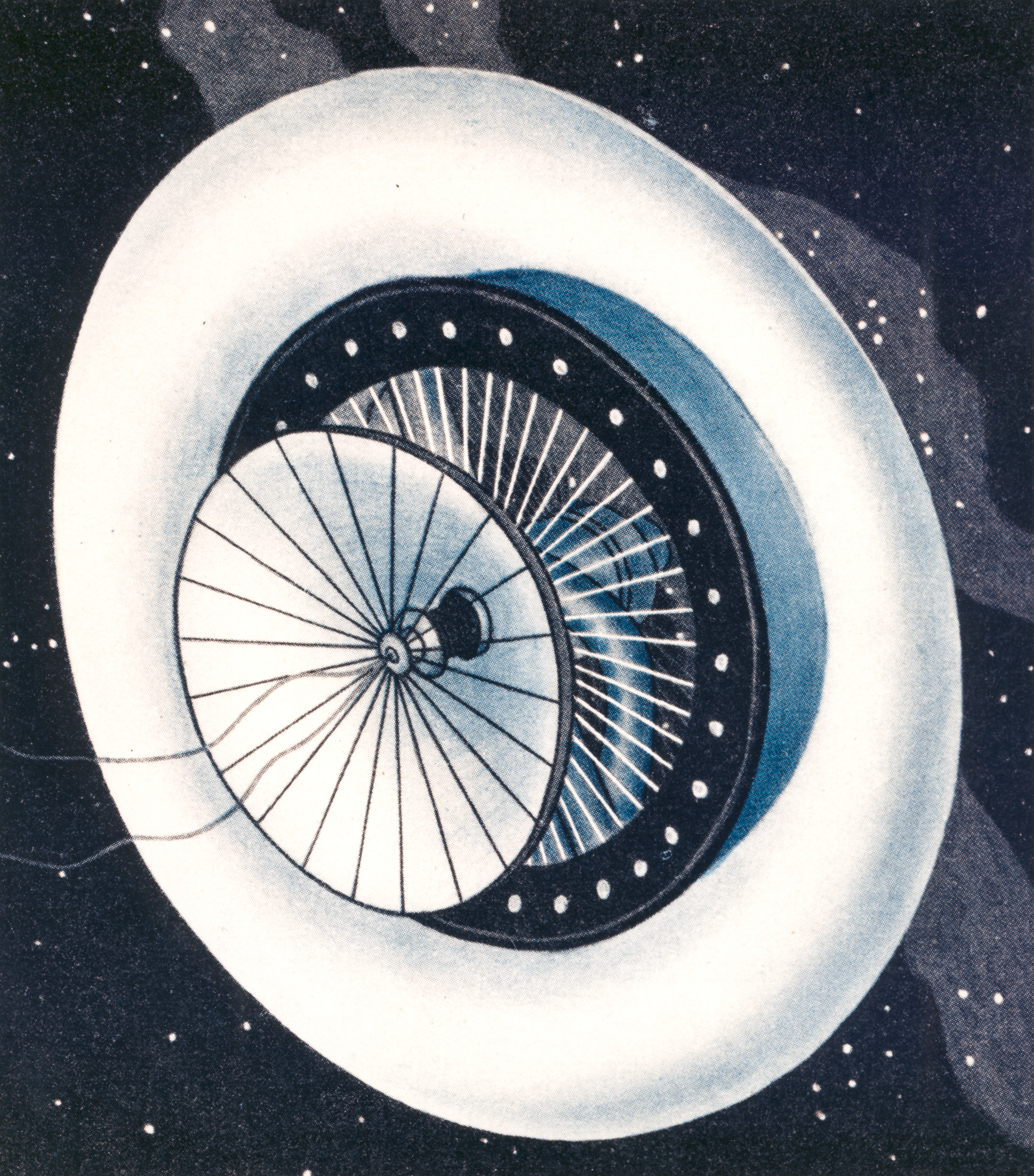
«Жилое колесо»
(модуль космической станции)

На 188 страницах своей книги, содержавшей 100 иллюстраций, Г. Поточник предложил варианты создания космических станций и геостационарных спутников. Он подробно описал космическую станцию, состоящую из 3 модулей, связанных кабелем: «жилого колеса», которое должно было постоянно вращаться для создания искусственной силы тяжести, электростанции, вырабатывающей энергию из солнечного излучения через параболическое зеркало, и обсерватории.
Высказанная Г. Поточником идея так называемого «стационарного спутника» на высоте примерно 36 000 км, который постоянно может висеть над определённой точкой Земли, осуществлена позже в виде телекоммуникационных и метеорологических спутников на геостационарной орбите.
Книга была переведена на русский (1935), словенский (1986) и английский (1999, НАСА) языки.
Идеи Г. Поточника впервые были поддержаны Союзом космонавтики в 1952 г., когда Вернер фон Браун опубликовал концепцию орбитальной станции, которая могла быть вдохновлена круглой формой, предлагавшейся Г. Поточником. Русское издание книги могло повлиять на работы Сергея Павловича Королёва. Напротив, в венском окружении автора книга была воспринята как ряд фантазий.

## Память
- Имя Г. Поточника носит одна из улиц в Граце, столице Штирии.
- Предложение в 1990-е годы назвать международную космическую станцию именем Г. Поточника не было поддержано.
- К 100-летию Г. Поточника Австрийской почтой в 1992 г. была выпущена почтовая марка[8].
- В сентябре 2012 в общине Витанье[нем.] (Нижняя Штирия, Словения), где жили бабушка и дедушка Г. Поточника, при содействии ЕС и министерства культуры Словении открыт Культурный Центр Европейских Космических Технологий KSEVT[словен.], как художественный проект, который должен заниматься культурными вопросами космического полёта[9]. Архитектура здания воспроизводит первую космическую станцию, которую придумал человек в то время, когда освоение космоса было ещё мечтой[10].